# Olaf Tauras
Olaf Tauras (* 24. August 1967 in Kamen) ist ein deutscher Politiker (CDU). Er war von 2009 bis 2021 Oberbürgermeister der Stadt Neumünster. Seit 2025 ist er Staatssekretär im Ministerium für Justiz und Gesundheit des Landes Schleswig-Holstein.

## Leben
Tauras wuchs in Münster auf und legte 1987 am dortigen Johann-Conrad-Schlaun-Gymnasium das Abitur ab. Es folgte ein Studium der Politikwissenschaft, Neueren und Osteuropäischen Geschichte sowie Germanistik an der Westfälischen Wilhelms-Universität in Münster. 1996 wurde er dort aufgrund einer Dissertation mit dem Titel „Der Ausschuss der Regionen. Institutionalisierte Mitwirkung der Regionen in der EU“ zum Dr. phil. promoviert.
Berufliche Stationen waren danach die Matrix-Gesellschaft für Unternehmensentwicklung in Düsseldorf, die SNetLine GmbH in Kiel und die hamburg.de GmbH in Hamburg. Im März 2002 wechselte Tauras nach Neumünster, wo er Geschäftsführer der Wirtschaftsagentur Neumünster GmbH wurde.
2009 kandidierte der seinerzeit parteilose Olaf Tauras in Neumünster mit Unterstützung von CDU, FDP und Grünen gegen den damaligen Stadtrat Günter Humpe-Waßmuth (SPD) und gewann am 7. Juni 2009 die Direktwahl zum Oberbürgermeister der Stadt Neumünster mit 59,7 % der Stimmen.
Am 10. Mai 2015 konnte Tauras sich mit erneuter Unterstützung von CDU, FDP und Grünen mit annähernd demselben Ergebnis (59,8 %) gegen drei Mitbewerber für eine zweite, am 1. September beginnende Amtszeit durchsetzen. Im April 2018 trat er der CDU bei. Im Januar 2021 gab Tauras bekannt, dass er sich für eine weitere dritte Amtsperiode zur Wahl am 9. Mai 2021 stellen wird. In der Oberbürgermeister-Stichwahl vom 30. Mai 2021 unterlag er dem SPD-Kandidaten Tobias Bergmann mit 49,2 %. Die Wahlbeteiligung an der Stichwahl betrug 31,4 %.
2021 und 2022 war Olaf Tauras Geschäftsführer der Gekom Gesellschaft für Kommunalberatung und Kommunalentwicklung mbH. Von August 2022 bis Mai 2025 arbeitete er als Abteilungsleiter Digitale Kommune bei der Dataport AöR.
Am 19. Mai 2025 wurde Tauras zum Staatssekretär im Ministerium für Justiz und Gesundheit des Landes Schleswig-Holstein ernannt.

## Privates
Olaf Tauras lebt mit seiner Partnerin und ihren zwei Kindern in Bornhöved im Kreis Segeberg.